# Kunnen stenen iets vertellen
Kunnen stenen iets vertellen is een digitale single van Het Huis Anubis het werd de laatste single van de oude cast het lied werd ook in de theatershows Anubis en de Graal van de Eeuwige Vriendschap & Anubis en de Legende van het Spooktheater gebruikt. Ook was het de intro song van seizoenen drie en vier. De single is te downloaden op iTunes en is beschikbaar in de Studio 100 MP3 shop'

## Tracklist
| # | Titel                        |
| - | ---------------------------- |
| 1 | Kunnen stenen iets vertellen |